# Braathens Regional Aviation
Braathens Regional Aviation (ehemals Malmö Aviation) war eine schwedische Fluggesellschaft mit Sitz in Malmö und hat Flugzeug-Wet-Leasing-Dienste zusammen mit seiner Schwester-Fluggesellschaft Braathens Regional Airways für BRA Braathens Regional Airlines angeboten. Braathens Regional Aviation war ein Tochterunternehmen der Braganza AB.

## Geschichte
Die Fluggesellschaft wurde 1981 gegründet. Im Jahr 1991 wurden die Ziele Hamburg und London in den Flugplan aufgenommen. Im Jahr 1998 wurde Malmö Aviation von der norwegischen Fluggesellschaft Braathens gekauft, was zu einer Kooperation mit Braathens Sverige führte. Malmö Aviation wurde einige Male vom „Grand Travel Award“ in Stockholm zur „Besten Inlandsfluggesellschaft Schwedens“ ausgezeichnet.
Malmö Aviation war als Erstkunde für den Airbus A220 vorgesehen, nahm davon aber Abstand aufgrund einer in Schweden eingeführten Flugsteuer.
Ende 2015 plante die Gesellschaft, eine Basis am Flughafen Umeå aufzubauen; vorerst sollte dort eine Saab 2000 stationiert werden und bei entsprechender Nachfrage auf größere Flugzeuge gewechselt werden.
Im März 2016 wurde das operative Geschäft von Malmö Aviation und Sverigeflyg sowie Braathens Regional Aviation fusioniert und der gemeinsame Auftritt findet unter der Firmierung BRA Braathens Regional Airlines statt. Im Zuge der COVID-19-Pandemie stellte BRA den Betrieb ein und stellte einen Antrag auf Insolvenz in Eigenverwaltung.
Im März 2020 wurde der Flugbetrieb eingestellt.

## Flugziele
Malmö Aviation bediente neben einigen nationalen Zielen auch mehrere europäische Städte wie etwa Brüssel oder Nizza. Saisonal wurden auch Winterziele in der Alpenregion, beispielsweise Salzburg, angeflogen.

## Flotte
Mit Stand März 2023 sind keine Flugzeuge mehr auf Braathens Regional Aviation registriert.

### Ehemalige Flugzeugtypen
In der Vergangenheit betrieb Braathens Regional Aviation unter anderem folgende Flugzeugtypen:
- Avro RJ85
- Avro RJ100
- Embraer 190LR
- Fokker 50